# Johann Weikhard von Auersperg
Jan Vajkard z Auerspergu (slovinsky Janez Vajkard Turjaški, německy Johann Weikhard von Auersperg, 11. března 1615 Žužemberk – 11. listopadu 1677 Lublaň) byl rakouský šlechtic z kraňského rodu Auerspergů, hrabě z Gottschee a 1. kníže z Auerspergu. Působil jako diplomat a politik, v roce 1653 se stal minsterberským knížetem.

## Život
Narodil se v Seisenbergu, dnešním slovinském Žužemberku jako syn Dětřicha II. z Auerspergu (1578–1630) a jeho manželky Sidonie Gallové z Gallensteinu. Měl bratry a Wolfa Engelbrechta (1610–1673) a Hervarta (1613–1668).
Velmi si ho oblíbil císař Ferdinand III. Habsburský, který dokonce Jana pověřil výchovou svého syna Ferdinanda. Jan ve službách Ferdinanda III. zastával funkce jako tajný rada, státní a konferenční ministr. V letech 1650 až 1657 se stal neoficiálně jakýmsi "prvním" ministrem habsburské monarchie. Roku 1650 se stal rytířem Řádu zlatého rouna jako první člen rodu, roku 1653 byl povýšen do říšského knížecího stavu (dědičného prvorozenému synovi), získal velký palatinát a právo razit mince. Vykonával úřady maršála a nejvyššího komorníka v Kraňském vévodství a Slavonii. 
Ve druhé polovině šedesátých let začal usilovat o kardinálský čepec. Pro svůj záměr sice získal nového císaře Leopolda I., ale pro jistotu se obrátil i na francouzského krále Ludvíka XIV. Toto spojení bylo prozrazeno a Jan upadl u císaře v nemilost. Roku 1669 byl vypovězen do Lublaně, kde také později zemřel.
Jan Weikhard také výrazně rozšířil rodové statky. Od svého svěřence Ferdinanda IV. obdržel hrabství Wels v Horních Rakousích, od jeho otce pak roku 1654 lénem Minsterberské knížectví s městem Frankenstein. Roku 1673 zdědil po svém bratru Wolfu Engelbrechtovi hrabství Gottschee.